# كثيرة الأرجل الأولية
كثيرة الأرجل الأولية (الاسم العلمي: Archipolypoda)، هي مجموعة منقرضة من ألفية الأرجل لها مُستحاثات معروفة في أوروبا وأمريكا الشمالية وتحتوي على أقدم حيوانات برية معروفة.